# Fisură anală

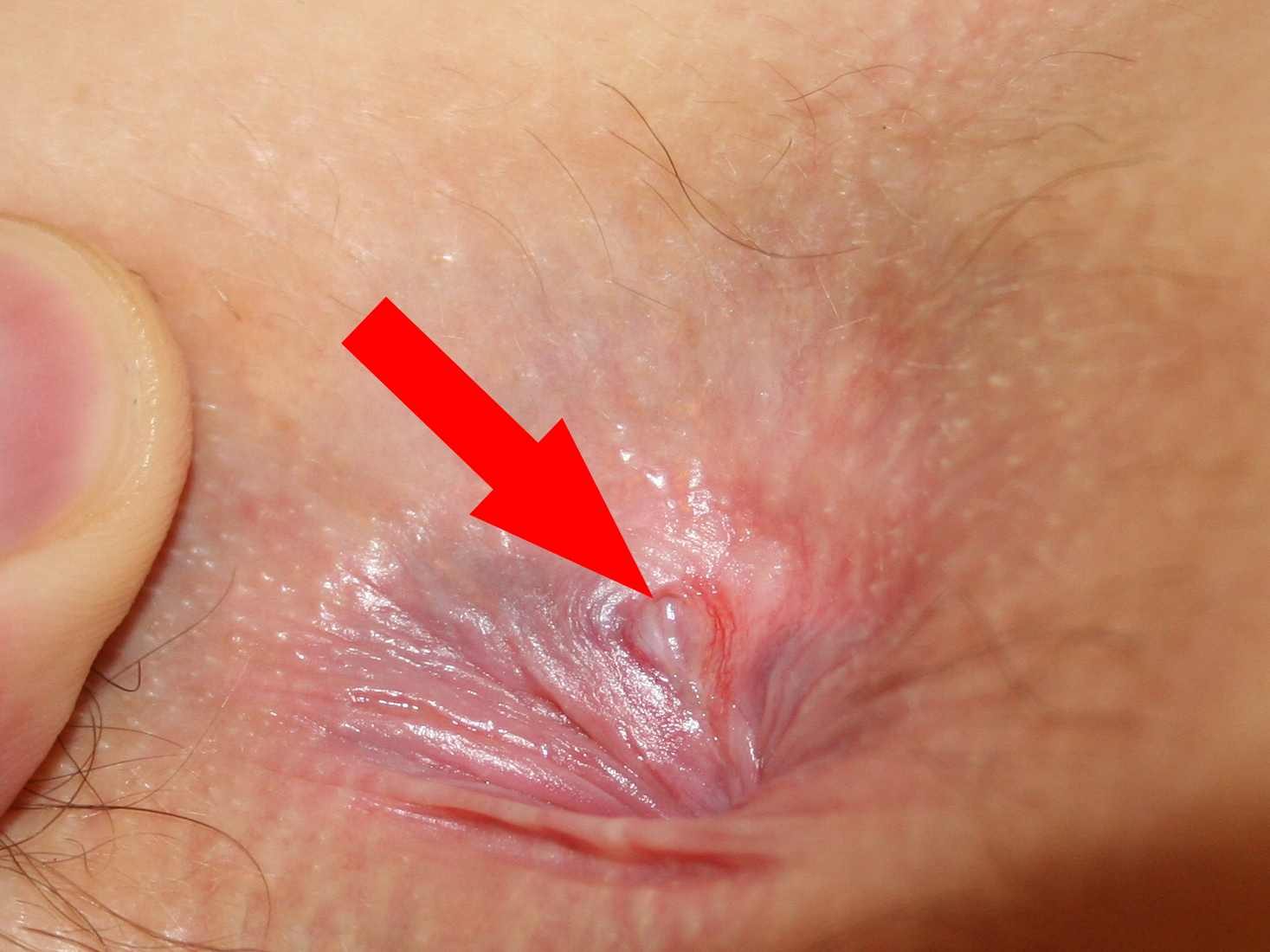
Fisură anală

Fisura anală este o ruptură în mucoasa interioară a anusului care provoacă durere în timpul tranzitului intestinal și al defecației. Este o maladie frecventă. Majoritatea fisurilor anale se vindecă cu un tratament ambulator la domiciliu, într-o periodă de timp ce poate dura de la câteva zile și se poate extinde la mai multe săptămâni (în cazul fisurilor anale acute).

## Cauze
Fisurile anale sunt cauzate de forțarea canalului anal. Astfel o fisură se poate dezvolta și în cazul unei constipatii când se încearcă eliminarea unui scaun voluminos și tare. De aceea o dietă săracă în fibre poate juca un rol important apariția de fisuri anale.
Fisurile anale mai pot apărea în cazuri de contacte sexuale anale ori inserții de corpuri străine, atunci cand nu se relaxeaza muschii sfincterieni. În cazuri mai rare fisurile anale pot apărea după diaree repetată. De asemenea sarcina generează fisuri anale la aproximativ 11% din femei. Fisurile anale pot fi de asemenea provocate de introducerea degetului (de exemplu în timpul unei consultații) sau a altor corpuri străine în anus. În cazul minorilor, dacă sunt și alte elemente de risc, apariția fisurilor anale poate fi un indicator al unor posibile abuzuri sexuale.

## Depistare
În general fisurile anale sunt depistate prin apariția unor scurgeri de sânge cu ocazia defecării și sunt însoțite în cele mai multe cazuri de dureri.

## Vezi și
- Rectoragie

1. ↑  Human Phenotype Ontology release 2018-03-08, accesat în 8 octombrie 2018